# Carl Svahn
Carl Albert Svahn, född 4 november 1848 i Kungsbacka, Hallands län, död 3 mars 1914 i Karlshamn, Blekinge län, var en svensk företagsledare.
Carl Svahn tog avgångsexamen vid Chalmerska slöjdskolan i Göteborg år 1867 och började sedan praktisera på ett handelskontor. Efter Fransk-tyska krigets slut 1871 tog han tjänst på ett handelskontor i Hamburg. Tre år senare placerades han i Libourne som då var centralort för utskeppning av franska viner. Sedan blev det några år i Paris. Vid trettio års ålder flyttade Carl hem till Sverige och bosatte sig i Karlskrona. Hans pappas kusin Johannes Svahn hade erbjudit honom att bli delägare i Wahlqvistska Klädesfabriken, som vid den tiden flyttats från Växjö till Karlskrona. Carl fick där ansvaret för inköp och försäljning och år 1886 övertog han ledningen. Fr.o.m. 1895 var han ensam ägare av detta företag.
Under sina affärsresor i Tyskland kom Carl Svahn i kontakt med företag som hade utvecklat maskiner för tillverkning av fotogenbrännare, vilket inspirerade honom till att starta en lampfabrik i Karlskrona. Den kom igång år 1884 och fem år senare överlät han ledningen för detta företag till sin kusin Herman Skantze. År 1897 startade Carl även Karlskrona Riskvarn, som han fem år senare sålde till Göteborg. Carl Svahn var tysk konsul i Karlskrona åren 1901-1907.
Carl Svahn var son till bagarmästare Carl August Svahn i Kungsbacka och hans hustru Catharina född Skantze. Han var kusin med Herman Skantze.